# 表武源
表武源(ピョ・ムウォン、표무원、1925年2月-2006年4月15日)は、朝鮮民主主義人民共和国の軍人、政治家。

## 経歴
1925年、大邱に生まれる。東京の大成中学校を卒業。
日本軍に特別志願して軍曹。
第2次世界大戦終戦後は左翼系の国軍準備隊大邱地区隊で活動していたが、第6連隊の創設に参加し、河在八少尉の奨めで兵士として入隊する。そこで崔楠根中尉の感化を受けたと言われ、崔の推薦で警備士官学校（第2期）に入校した。
卒業後は第8連隊に赴任し、酒色には目が無かったが上下の信頼が厚かったことから、順調に累進して第1大隊長となった。1949年春に米軍が撤収する際に軍需品を申し受けたが、これを横流しした疑いがあり陸軍本部が捜査に乗り出す噂が流れると、表は不安にかられ、5月に入ってから落ち着かなくなったという。麗水・順天事件を機に粛軍が断行され、崔楠根、呉一均、金鍾碩らが次々に逮捕されると、粛清の予感から越北を決意したとされる。1949年5月4日午後に行軍と夜間訓練を実施する名目で完全武装した大隊を率いて越北した。一部の者は脱走して帰還したが、表以下の4人の将校と213人の兵士が北朝鮮に寝返った。
翌5日に越北した姜太武と一緒に「義挙越北の英雄」として歓迎された。越北した韓国軍兵士は第19独立大隊に配属され、表も大隊長となり、北朝鮮と満州間の国境の警備任務に就いた。
1950年7月、第101独立連隊長となり、大佐に昇進。
1951年、捕虜収容所に講師として派遣され、捕虜の思想教育を行った。1952年、第22旅団（旅団長：宋虎聲）大隊長。
朝鮮戦争休戦後は姜太武と共に少将の称号が与えられ、軍事大学に配属された。
1954年、政治学校校長。
1961年、人民委員会副委員長。
1977年、平安北道人民委員会副委員長。
1996年、軍に復帰して、その後中将に昇進した。
祖国解放戦争勝利記念館の講師として活動し、体制に寄与した功績で金日成勲章と祖国統一賞を授与された。

## 参考
- 佐々木春隆『朝鮮戦争/韓国篇 上巻 建軍と戦争の勃発前まで』（第4刷）原書房、1983年。ISBN 4-562-00798-2。
- 통일뉴스 (2006年4月17日). “월북 국군장교 표무원씨 사망” (朝鮮語). 2014年9月27日閲覧。
- “6·25전쟁과 국군포로” (PDF).  韓国国防部軍史編纂研究所. 2019年6月9日閲覧。